# Raymond Bayer
Raymond Bayer (* 2. September 1898 in Paris, Frankreich; † 15. Juli 1959 in Paris, Frankreich) war ein französischer Philosoph und Hochschullehrer.
Bayer absolvierte sein Studium der Philosophie an der »École Normale Superieure« und besuchte zugleich kunstgeschichtliche Lehrveranstaltungen an der Sorbonne. 1934 wurde er mit einer Arbeit über die Ästhetik der Anmut (L’esthétique de la grâce) promoviert. Von 1937 bis 1942 war er Professor für Philosophie an der Universität Caen, danach lehrte er bis zu seinem Tod an der Sorbonne. Gemeinsam mit Charles Lalo und Etienne Souriau gründete er die Revue d’esthétique (1948) und wurde außerdem Vizepräsident der »Société française d’esthétique«. Anlässlich des 1937 in Paris abgehaltenen Philosophie-Kongresses war er gemeinsam mit Ake Petzäll (Universität Lund, Schweden) und Léon Robin (Universität Paris Sorbonne) maßgeblich an der Gründung des Institut International de Philosophie beteiligt.

## Werke
- L'Esthétique de la grâce. Introduction à l'étude des équilibres de structure, Alcan, Paris 1933.
- Léonard de Vinci. La Grâce, Alcan, Paris 1933.
- Essais sur la méthode en esthétique, Flammarion, Paris 1953.
- Épistémologie et logique depuis Kant jusqu'à nos jours, PUF, Paris 1954.
- Traité d'esthétique, Colin, Paris 1956.
- L'Esthétique mondiale au XX siècle, PUF, Paris 1961.
- Histoire de l'esthétique, Colin, Paris 1961.
- Entretiens sur l'art abstrait, Cailler, Paris 1965.